# Cung Tĩnh phi
Cung Tĩnh phi Bác Nhĩ Tế Cát Đặc thị (chữ Hán: 恭靖妃博尔济吉特氏; ? - 1689) là một phi tần của Thanh Thế Tổ Thuận Trị Đế.

## Tiểu sử
Cung Tĩnh phi xuất thân từ Hạo Tề Đặc bộ (浩齊特部), thủy tổ là Khố Đăng Hãn Đạt Lai Tôn (打来孙) của Sát Cáp Nhĩ - cháu trai Đồ Lỗ Bác Đa Lặc (图鲁博罗特), con trai Đạt Diên hãn (达延汗; Dayan Khan). Thân phụ của bà là Đa La Ngạch Nhĩ Đức Ni Quận vương Bác Đa Lặc (博罗特), huyền tôn của Khố Đăng hãn. Bà có một anh trai là A Lại Sung (阿賴充) về sau thừa tước.
Bà xuất thân từ Hạo Tề Đặc bộ, khác với bộ tộc Bác Nhĩ Tế Cát Đặc thị thuộc Khoa Nhĩ Thấm chuyên liên hôn với nhà Thanh (như trường hợp của Bát Nhĩ Tế Cát Đặc phế hậu, Hiếu Huệ Chương Hoàng hậu,...) Xét tư liệu lịch sử hậu cung nhà Thanh được nghiên cứu tới nay, trường hợp Hạo Tề Đặc bộ liên hôn với triều Thanh thuộc dạng vô cùng hiếm, trước mắt chỉ phát hiện mỗi trường hợp của Cung Tĩnh phi.

## Đại Thanh tần phi
Năm Sùng Đức thứ 2 (1637), Sát Cáp Nhĩ bộ quy phục Hạo Tề Đặc bộ, sau đó Bối lặc Bác Đa Lặc quy phục triều Thanh. Năm Thuận Trị thứ 3 (1646), Bác Đa Lặc thụ tước Đa La Bối lặc, sang năm thứ 10 (1653) thụ tước Đa La Ngạch Nhĩ Đức Ni Quận vương, phỏng chừng Cung Tĩnh phi nhập cung vào thời gian này. Khi ấy hậu cung nhà Thanh chưa quy định rõ ràng về thứ bậc (dù đã quy định về đãi ngộ dành cho hậu phi), bà nhập cung được đưa vào hàng Thứ phi.
Năm Khang Hi thứ 12 (1673), ngày 4 tháng 12 (âm lịch), Khang Hi Đế tấn phong cho bốn vị Thứ phi chưa nhận sách phong của Thuận Trị Đế, trong đó Bát Nhĩ Tế Cát Đặc thị đứng đầu, được phong hiệu Hoàng khảo Cung Tĩnh phi (皇考恭靖妃). Mãn văn "Cung Tĩnh" là 「gungnecuke elhe」, nghĩa là "Cung kính an khang".
Căn cứ Thanh Nội vụ phủ kinh thành toàn đồ (清内务府京城全图), dưới thời Càn Long, phía Bắc của Thọ Khang cung có một tòa Hàm An cung (咸安宫) - bố trí 3 thiền viện tương tự Thọ Khang cung dùng để cho các phi tần triều Thuận Trị cư ngụ. Khi Nhân Hiến Hoàng thái hậu còn ở đây (bản đồ vào năm Khang Hi thứ 21, khi này Khang Hi Đế chưa sửa Ninh Thọ cung dâng cho Thái hậu), các vị Cung Tĩnh phi cùng Thục Huệ phi, Đoan Thuận phi, Ninh Khác phi và các phúc tấn khác của Thuận Trị Đế đều cư ngụ tại ba tòa tiểu viện ở phía Bắc trong khuôn viên cung điện.
Năm Khang Hi thứ 28 (1689), ngày 2 tháng 4 (âm lịch), Cung Tĩnh phi mất, không rõ bao nhiêu tuổi. Trong bốn vị Hoàng khảo phi được đồng tấn phong thời Khang Hi, bà là người đầu tiên qua đời. Năm thứ 57 (1718), ngày 25 tháng 2 (âm lịch), kim quan của Cung Tĩnh phi được dời từ phụng an điện đến Hiếu Đông lăng (孝東陵), thuộc Thanh Đông lăng, chôn cùng các phi tần khác của Thuận Trị Đế và Hiếu Huệ Chương Hoàng hậu.